# Vuelo 5915 de Sepahan Airlines
El Vuelo 5915 de Sepahan Airlines fue un vuelo que se estrelló a 3 kilómetros al nornoroeste del aeropuerto de Teherán-Mehrabad, Irán el 10 de agosto de 2014. 

## Aeronave
El avión era un Antonov An-140-100 de fabricación iraní y estaba registrado con el código EP-GPA. El avión voló por primera vez en 2008.

## Accidente
El vuelo 5915 era operado por Sepahan Airlines. El vuelo había despegado del Aeropuerto de Teherán-Mehrabad a las 9:45 horal local (6:45 UTC). Pocos segundos después del despegue el avión impactó contra el suelo, desmembrándose e incendiándose al instante. Durante el accidente, el METAR emitido era OIII 100430Z 06010KT CAVOK 35/M02 Q1013 A2992 NOSIG.
Inicialmente se informó que habían fallecido los 48 pasajeros, más tarde se supo que 9 de ellos sobrevivieron.

## Investigación
La Autoridad de Aviación Iraní Civil ha abierto una investigación sobre el accidente.